# William Petre

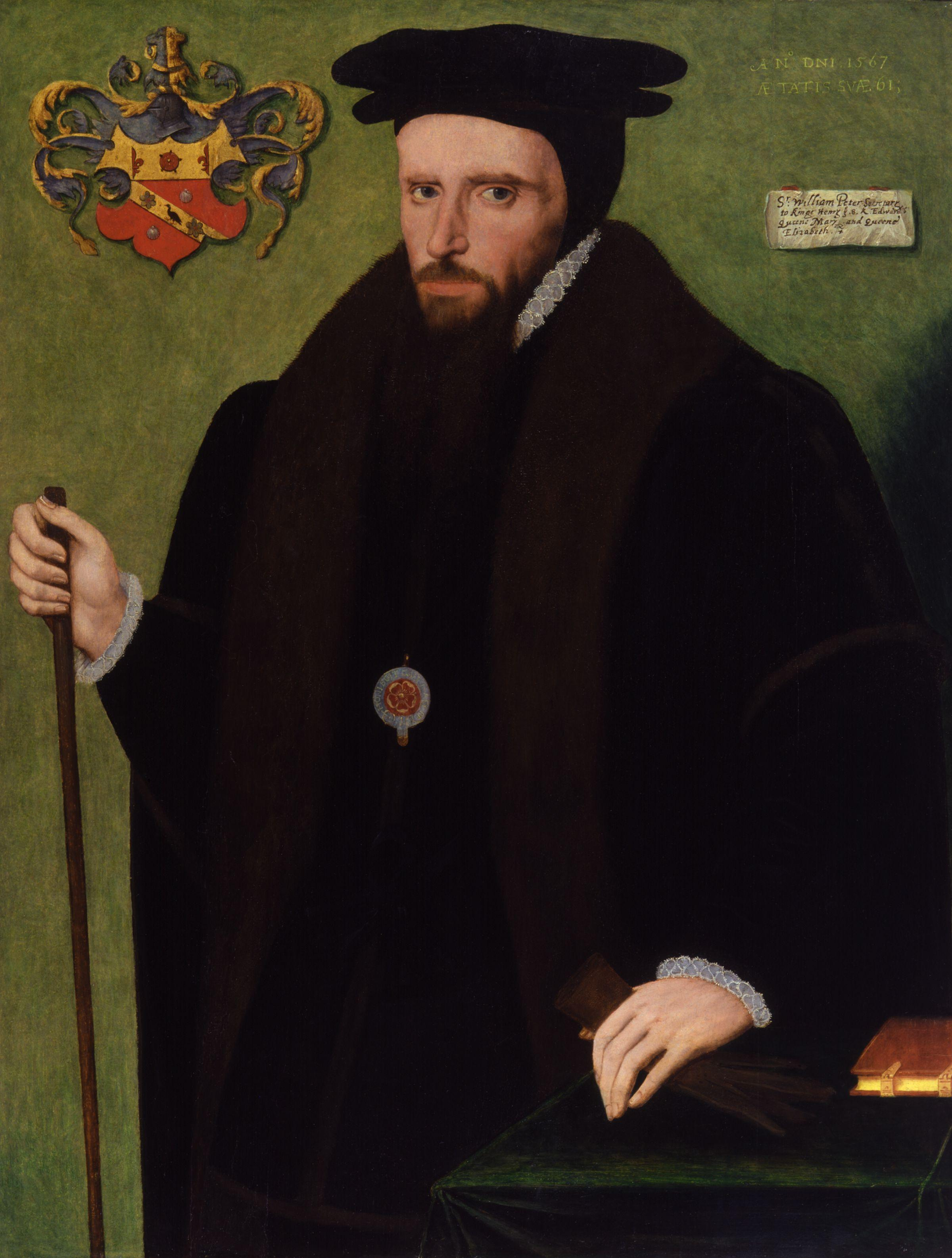
Sir William Petre. Gemälde aus dem 16. Jahrhundert

Sir William Petre (* 1505 oder 1506; † 13. Januar 1572 in Ingatestone) war ein englischer Politiker, der mindestens achtmal als Abgeordneter für das House of Commons gewählt wurde. Er überstand die politisch wechselvolle Zeit im England des 16. Jahrhunderts, dabei hatte er als Sekretär der Könige Heinrich VIII. und Eduard VI. und der Königin Maria I. lange Jahre erheblichen Einfluss auf die englische Politik.

## Herkunft
William Petre stammte aus einer Freibauernfamilie aus Devon. Er war ein Sohn von John Petre aus Tor Newton in Torbryan in Devon und von dessen Frau Alice, einer Tochter von John Collinge aus Woodland in Devon. Zu seinen Geschwistern gehörten John Petre und Robert Petre. Sein Vater ermöglichte ihn um 1519 ein Studium in Oxford, wo er sich durch seinen Lerneifer auszeichnete. 1523 wurde er Fellow des All Souls College. 1526 erwarb er sowohl im römischen wie im kanonischen Recht den Grad eines Bachelors. 1533 erwarb er den Grad eines Doktors der Rechte.

## Aufstieg am Königshof und zum reichen Grundbesitzer

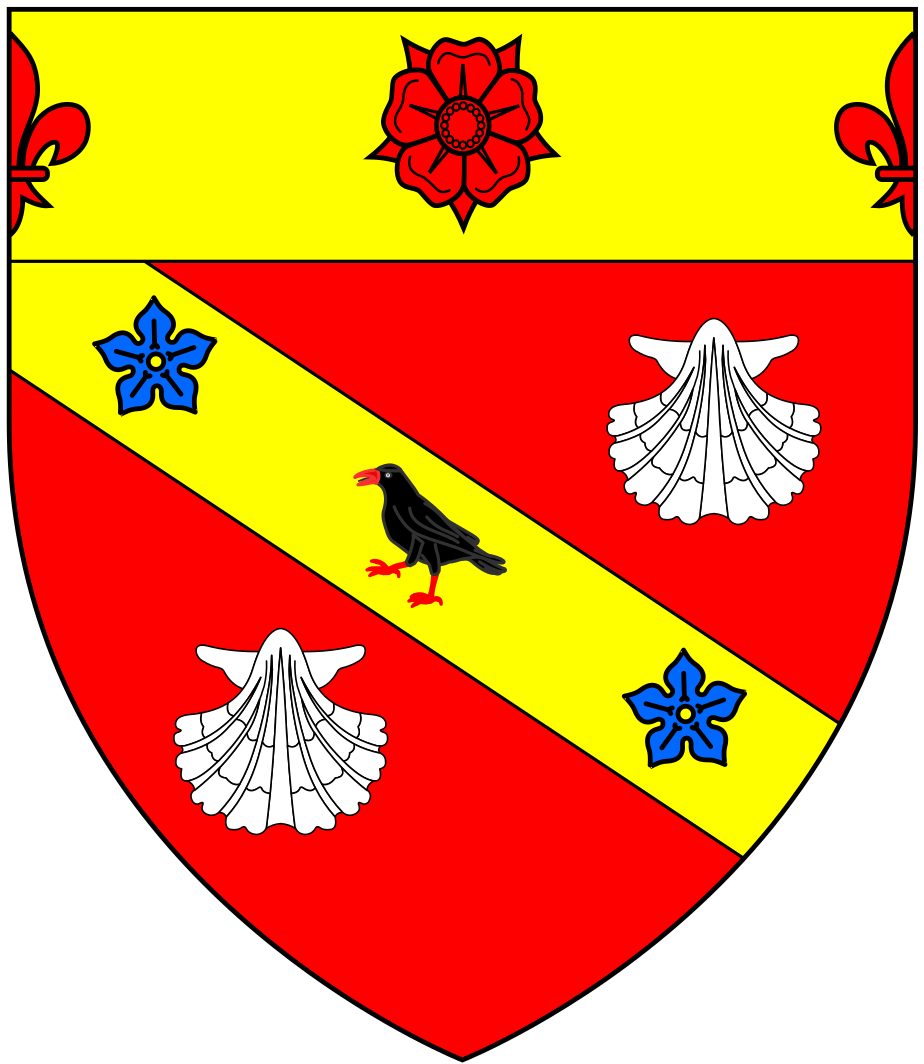
Wappen von William Petre

Angeblich soll Thomas Boleyn, 1. Earl of Wiltshire zwischen 1526 und 1529 Petre als Lehrer für seinen Sohn George Boleyn angestellt haben. Im Juni 1529 wurde er königlicher Anwalt im Verfahren gegen die päpstlichen Legaten Campeggio und Wolsey über die Gültigkeit der Ehe von Heinrich VIII. mit Katharina von Aragon. 1530 gehörte er zu königlichen Anwälten, die von verschiedenen ausländischen Experten Gutachten über die Gültigkeit der Ehe einholen sollten. Er gewann die Gunst von Kanzler Cromwell, der ihn ab 1536 in der königlichen Kanzlei beschäftigte. Als Beauftragter für geistliche Angelegenheiten leitete er am 16. Juni 1536 eine Kirchenversammlung in der St. Paul’s Cathedral. In den nächsten Jahren organisierte er mit die Auflösung der englischen Klöster, wobei er offensichtlich pflichtbewusst handelte und sich im Gegensatz zu anderen nicht selbst bereicherte. Als Dank für seine Dienste erhielt er Clattercote Priory in Oxfordshire, aus deren Grundbesitz er etwa £ 70 jährliche Einkünfte hatte, sowie eine jährliche Pension von über £ 100. Durch seine Heirat mit der Familie Tyrrell aus Essex verwandt, erwarb Petre 1537 in Südessex Grundbesitz von weiteren aufgelösten Klöstern. 1538 pachtete er von Barking Abbey das Gut von Ging Abbess. Diesen Besitz baute er durch Zukäufe in den nächsten Jahren weiter zu Ingatestone aus. Da er durch seine Tätigkeit bei der Auflösung der Klöster gute Kenntnisse von deren Besitzungen hatte, konnte er aus diesen weitere einträgliche Ländereien in Essex, Oxfordshire und Somerset erwerben, wofür er mindestens £ 1600 zahlte. Bereits Ende 1540 soll er aus seinen Gütern jährliche Einkünfte von etwa £ 500 gehabt haben. Nach dem Tod seiner ersten Frau heiratete er wenig später erneut, seine zweite Frau Anne Brown brachte weiteren Grundbesitz in Cambridgeshire, Essex und Hampshire mit in die Ehe, aus denen sie weitere £ 280 jährliche Einkünfte erzielten. Ab etwa 1540 erbaute er Ingatestone Hall als seinen Landsitz.

## Dienst als königlicher Sekretär

### Sekretär von Heinrich VIII.
Durch seine Tätigkeit in der königlichen Kanzlei diente Petre gelegentlich auch als Richter, dabei verhörte er 1537 mit den Rebellen Robert Aske im Tower of London. Im April 1539 gehörte er dem sechsköpfigen Ausschuss an, der den Entwurf für die späteren Sechs Artikel schrieb, die zur Grundlage der Church of England wurden. Petre überstand Cromwells Sturz 1540, während dessen er Bischof Tunstall im Tower verhörte und Cromwells Wohnung durchsuchte. In den nächsten Jahren übernahm er weitere Ämter. Im Januar 1544 wurde er zum Ritter geschlagen, als er am 21. Januar 1544 zusammen mit William Paget königlicher Sekretär wurde. In dieser Stellung nahm er an Sitzungen des Privy Council teil und gehörte zu den Ratgebern der Königin Katharina Parr. Von April bis Juli 1545 war er als Gesandter in Brüssel. Um den Krieg mit Frankreich zu finanzieren, nahm Petre im Auftrag des Königs Kredite auf und gehörte Kommissionen an, die Landbesitz aus dem Crown Estate verkauften. Zusammen mit dem Dekan der St Paul’s Cathedral reiste er im September 1546 zu Verhandlungen nach Frankreich, die aber ergebnislos blieben. Petres bevorzugte Stellung beim König erregte den Missmut des Earl of Surrey, da Petre nichtadliger Abstammung war.

### Sekretär von Eduard VI.
Vermutlich gehörte Petre bereits während der Herrschaft von Heinrich VIII. dem House of Commons an, doch seine Wahl 1536 als Abgeordneter für das Borough Downton in Wiltshire ist nicht sicher belegt. Noch unsicherer ist seine Zugehörigkeit zu den Parlamenten von 1539 und 1542. Allerdings gehörte Petre ab 1544 als königlicher Sekretär dem House of Lords an. Bei der Unterhauswahl 1547 wurde er als Knight of the Shire für Essex gewählt. Im House of Commons gehörte Petre zu den aktiven Abgeordneten, dazu behielt er auch unter Eduard VI. weiter sein Amt als königlicher Sekretär und damit Mitglied des House of Lords. Nachdem William Paget im Juni 1547 Chancellor of the Duchy of Lancaster wurde, blieb Petre alleiniger Sekretär des Königs, bis im April 1548 Sir Thomas Smith zum zweiten Sekretär ernannt wurde. Im Gegensatz zu Smith überstand Petre auch den Sturz von Lordprotektor Somerset im Oktober 1549, indem er sich rechtzeitig auf die Seite des Earl of Warwick stellte. Nachfolger von Smith wurde zunächst Nicholas Wotton. Petre dagegen erhielt am 20. Oktober 1549 das einträgliche Amt des Schatzmeisters des Court of first Fruits and Tenths, womit er für die Besteuerung der Geistlichen verantwortlich war. Darüber hinaus war Petres Tätigkeit als königlicher Sekretär so umfassend, dass er kaum noch weitere Ämter wahrnahm. Im Januar 1550 gehörte er zu den vier Botschaftern, die nach der Übergabe von Boulogne einen Friedensvertrag mit Frankreich aushandelten und im Mai schließlich unterzeichneten. Bereits im April 1550 erkrankte Petre jedoch ernsthaft und war erst nach mehreren Monaten wieder genesen. Im Januar 1553 legte er sein Amt als Schatzmeister des Court of first Fruits nieder. Wahrscheinlich wurde er bei der Unterhauswahl im Frühjahr 1553 als Knight of the Shire für Essex wiedergewählt.

### Sekretär von Maria I.
Nach dem Tod von Eduard VI. wurde Petre auf Verlangen des Duke of Northumberland, dem früheren Earl of Warwick in den Tower gebracht, wo er mit anderen Räten der Thronanwärterin Jane Grey die Treue schwor. Er konnte jedoch am 19. Juli 1553 aus dem Tower entkommen und gehörte wenig später zu den Räten, die anstelle von Jane Grey Heinrichs VIII. Tochter Maria zur Königin erklärten. Daraufhin ernannte ihn Maria, nachdem sie Königin geworden war, am 30. Juli 1553 wieder zum königlichen Sekretär, und übergab ihm aus dem Besitz von Northumberland Shute House. Dies wurde sicher durch Petres zweite Frau begünstigt, die Katholikin und mit der neuen Königin befreundet war. In seinem Amt befasste er sich mit Maßnahmen gegen Amtsmissbrauch und überwachte zusammen mit Bischof Gardiner die königlichen Finanzen. Vor allem war er nun jedoch für die englische Außenpolitik verantwortlich. In dieser Funktion gehörte er zu den engsten Ratgebern der Königin. Während der Wyatt-Verschwörung stellte er in Essex ein Aufgebot auf und kämpfte vermutlich selbst gegen die Rebellen. Anschließend gehörte er zu den Richtern, die gefangene Rebellen verhörten und verurteilten, dabei verhörte er im März 1554 im Tower of London Marias Halbschwester Elisabeth, die verdächtigt wurde, die Rebellion unterstützt zu haben. Petre handelte den Heiratsvertrag der Königin mit dem spanischen Prinzen Philipp mit aus. Als Papst Paul IV. im Juni 1555 eine päpstliche Bulle erließ, nach der die aufgelösten Klöster ihren Grundbesitz zurückerhalten sollten, hielt er diese zurück und erreichte im November 1555 die Ausstellung einer neuen Bulle, in der der Papst den Verkauf der Kirchengüter akzeptierte. 1556 erkrankte Petre erneut, weshalb er im März 1557 sein Amt als königlicher Sekretär niederlegte. Sein Nachfolger wurde William Cecil.

## Politische Tätigkeit unter Elisabeth I.

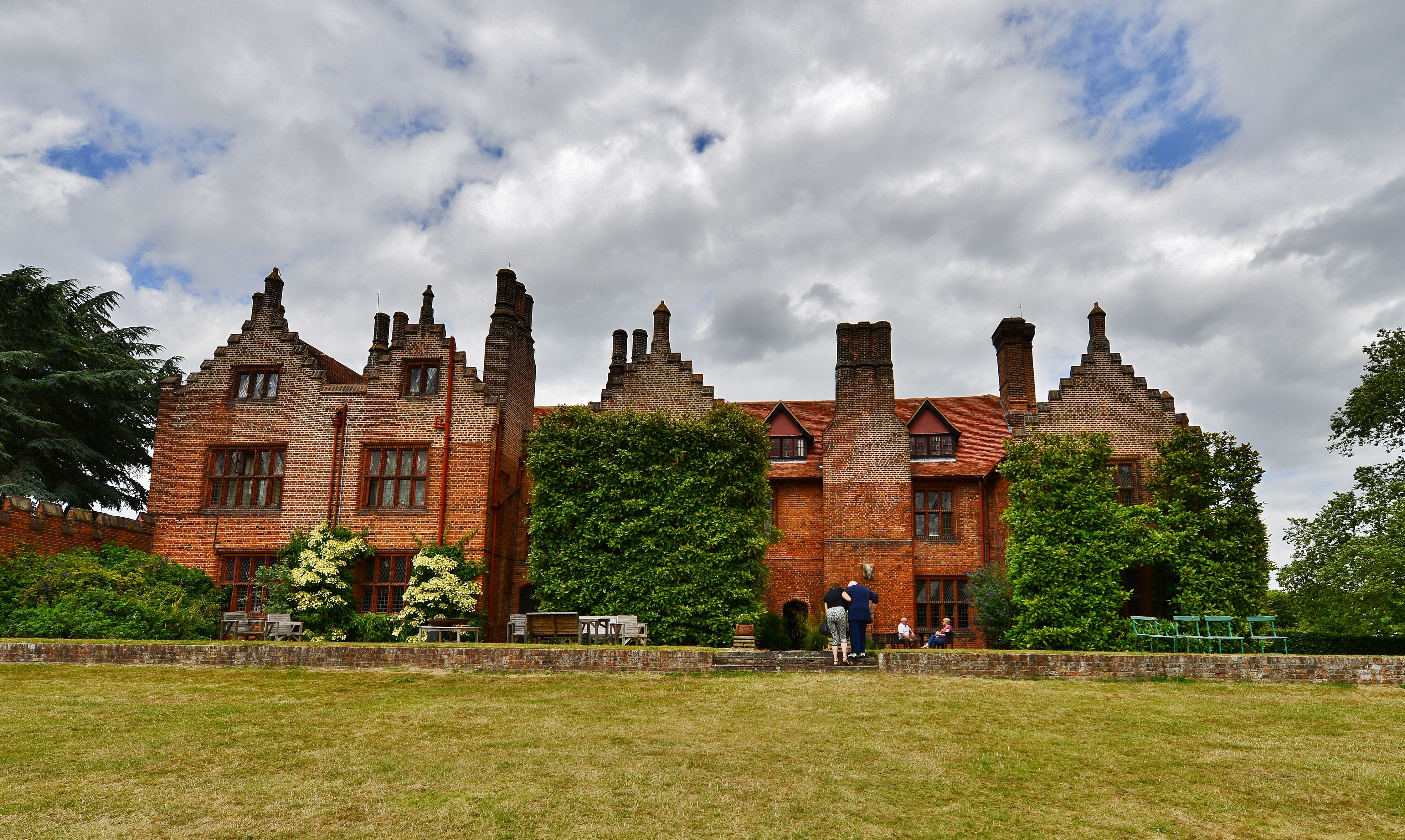
Der von Petre erbaute Landsitz Ingatestone Hall in Essex

Auch nach seinem Rücktritt als königlicher Sekretär blieb Petre Mitglied des Privy Council und kandidierte bei den Unterhauswahlen weiter als Knight of Shire für Essex. Maria I. hatte Petre zu einem ihrer Testamentsvollstrecker ernannt. Auch unter Elisabeth I. gehörte er weiterhin dem Privy Council an und wurde bei der Unterhauswahl 1559 als Knight of the Shire wiedergewählt. Als William Cecil von 1559 bis 1560 für mehrere Monate in Nordengland und Schottland unterwegs war, übernahm er kurzzeitig wieder das Amt des königlichen Sekretärs. Die Königin, die Petre persönlich schätzte, ehrte ihn im Juli 1561 mit einem dreitägigen Besuch in Ingatestone Hall, für den er etwa £ 136 aufwendete. Bei der Unterhauswahl 1563 wurde er noch einmal als Knight of the Shire gewählt. Von November 1564 bis Mai 1566 stand Catherine Grey, die Schwester von Jane Grey, die wegen ihrer heimlichen Heirat bei der Königin in Ungnade gefallen war, in Ingatestone unter seiner Aufsicht. Wegen seines Alters, seiner schlechten Gesundheit und seinem eingeschränkten Hörvermögen zog er sich schließlich 1566 endgültig aus der Politik zurück.

## Religiöse Haltung, weiterer Grunderwerb und Testament
Petre gelang es lange Jahre, sich in der Konfessionsfrage nicht festzulegen. Seine zweite Frau Anne blieb bis zu ihrem Tod Katholikin. Unter Maria I. ging Petre nicht gegen Protestanten vor, obwohl ihm dies ausdrücklich vom Parlament gestattet wurde. Erst 1569 legte er den Suprematseid ab, doch bis zu seinem Tod diente der katholische Priester John Woodward in seinem Wohnsitz Ingatestone. Petre war nicht nur ein umsichtiger Politiker, sondern hatte seine Stellung auch zum weiteren Ausbau seines Landbesitzes genutzt. Dank seiner Sparsamkeit erwirtschaftete er im Durchschnitt jährliche Überschüsse von etwa £ 600, die er in Landkäufe investierte. Dabei erwarb er in seinem Heimatort Torbryan bei Ipplepen in Devon einen ansehnlichen Grundbesitz, doch vor allem um seinen Wohnsitz Ingatestone hatte er große Ländereien erworben. In seinem Testament bedachte Petre großzügig das Armenhaus von Ingatestone und andere mildtätige Einrichtungen, aber auch All Souls und vor allem Exeter College in Oxford, wo er als zweiter Gründer geehrt wird.

## Familie und Nachkommen
Petre hatte in erster Ehe 1533 oder 1534 Gertrude Tyrrell, eine Tochter von Sir John Tyrrell aus Warley in Essex geheiratet. Mit ihr hatte er einen Sohn und zwei Töchter:
- Elizabeth Petre

1. ⚭ John Gostwick
2. ⚭ Edward Radclyffe, 6. Earl of Sussex

- John Petre
- Dorothy Petre (1534–1618) ⚭ Nicholas Wadham

Nach dem Tod seiner ersten Frau am 28. Mai 1541 heiratete Petre vor März 1542 Anne, eine Tochter von Sir William Browne, dem Lord Mayor of London des Jahres 1514 und Witwe von John Tyrrell († 1540) aus Heron in East Thorndon in Essex. Mit ihr hatte er mehrere Kinder, darunter:
- Catherine Petre ⚭ John Talbot († 1607)
- Edward Petre
- John Petre, 1. Baron Petre (1549–1613)

Sein Erbe wurde sein ältester überlebender Sohn John Petre aus seiner zweiten Ehe.